# Блер Кокрен
Блер Кокрен (англ. Blair Cochrane, 11 вересня 1853 — 7 грудня 1928) — британський яхтсмен.
Олімпійський чемпіон 1908 року в класі 8 метрів.